# Perbone
Perbone is een plaats (frazione) in de Italiaanse gemeente Montefiorino.